# Ernesto Frederico de Werna Bilstein
Ernesto Frederico de Werna Bilstein (Portugal, ?  — ? ) foi um engenheiro e político luso-brasileiro.
Filho de pais alemães que vieram junto com a corte portuguesa em 1808, veio para o Rio Grande do Sul como veador. Casou com Maria do Carmo de Castro Canto e Melo, filha do 2º visconde de Castro, sendo pais de Miguel de Castro Canto e Melo de Werna e Bilstein e João de Castro Werna e Bilstein.
Foi eleito deputado provincial, em 1846, para a 2ª Legislatura da Assembleia Provincial do Rio Grande do Sul, onde teve uma atuação pouco expressiva. Em São Leopoldo anunciou a construção de uma estrada entre a cidade e Porto Alegre, o que causou constrangimento ao presidente da província, pois não se cogitava tal obra. Foi o primeiro deputado de origem germânica, entretanto não era considerado representante dos colonos. Em 1854 foi eleito para a 4ª Legislatura Provincial, tendo feito parte da mesa diretora; na 11ª e 12ª Legislaturas era vice-presidente da Casa.
Defendeu a demissão dos engenheiros estrangeiros do governo do estado, advogando em causa própria. Em 1847 foi encarregado de fazer o balizamento da laguna dos Patos, depois da construção de uma estrada entre São Leopoldo e Portão; das pontes do Moinho e do arroio Portão; da desobstrução do rio Jacuí, que durou de 1859 a 1864, com o trabalho de quinze praças da marinha; em 1866 foi encarregado de consertar os faróis Cristóvão Pereira, do Bujuru, Capão da Marca e do Estreito.
Em 1854 era veador da Casa Imperial, cavaleiro de Imperial Ordem de Cristo e recebedor da medalha da Divisão cooperadora da Boa Ordem, residia em Porto Alegre.